# Toxophora vitripennis
Toxophora vitripennis är en tvåvingeart som beskrevs av Mario Bezzi 1924. Toxophora vitripennis ingår i släktet Toxophora och familjen svävflugor.
Artens utbredningsområde är Uganda. Inga underarter finns listade i Catalogue of Life.